# Thunderhawk
Thunderhawk, kallat AH-3 Thunderstrike i Nordamerika, är ett flygsimulatorspel utvecklat av Core Design och utgivet till Amiga och DOS 1992, till Sega Mega-CD 1993 och till Windows 1996.

## Handling
Spelaren styr en militärhelikopter på olika uppdrag.

### Uppdrag
1. Sydamerika
2. Sydamerika
3. Panama Canal - kris vid Panamakanalen
4. Centralamerika - återinta stad
5. Alaska - Bioforskning
6. Östeuropa - FN-konvoj
7. Mellanöstern - Eskort
8. Mellanöstern - oljekrig
9. Sydostasien - kemisk krigföring
10. Sydkinesiska havet - sjöröveri